# Bagalkot (huyện)
Huyện Bagalkot là một huyện thuộc bang Karnataka, Ấn Độ. Thủ phủ huyện Bagalkot đóng ở Bagalkot. Huyện Bagalkot có diện tích 6583 ki lô mét vuông. Đến thời điểm năm 2001, huyện Bagalkot có dân số 1652232 người.